# 大果酒饼簕
大果酒饼簕（学名：Atalantia guillauminii），为芸香科酒饼簕属下的一个植物种。